# پودله‌وکووی
پودله‌وکووی (به انگلیسی: Podlewkowie) نام یک روستا در منطقه اداری گمینا ناروکا در شهرستان هاژنووکا، استان پودلاسکی در شمال شرف لهستان در نزدیکی مرز لهستان و بلاروس است.این روستا در ۵ کیلومتری شمال غرب ناروکا،۱۸ کیلومتری شمال شرق هاژنووکا و ۴۷ کیلومتری جنوب شرق  بزرگ‌ترین شهر شمال شرق لهستان و
مرکز استان پودلاسکی یعنی بیاویستوک است.